# Dominik Mayer
Dominik Mayer (ur. 1 sierpnia 1809 w Röschitz, zm. 4 maja 1875) – austriacki duchowny katolicki, apostolski wikariusz polowy cesarskiej i królewskiej Armii 1863-1875.

## Życiorys
Święcenia kapłańskie otrzymał 22 lipca 1834.
1 października 1863 papież Pius IX mianował go apostolskim wukariuszem polowym c. i k. Armii. 13 grudnia 1863 z rąk kardynała Josepha Othmara von Rauschera przyjął sakrę biskupią. Funkcję sprawował aż do swojej śmierci.